# Palazzo Patrizi

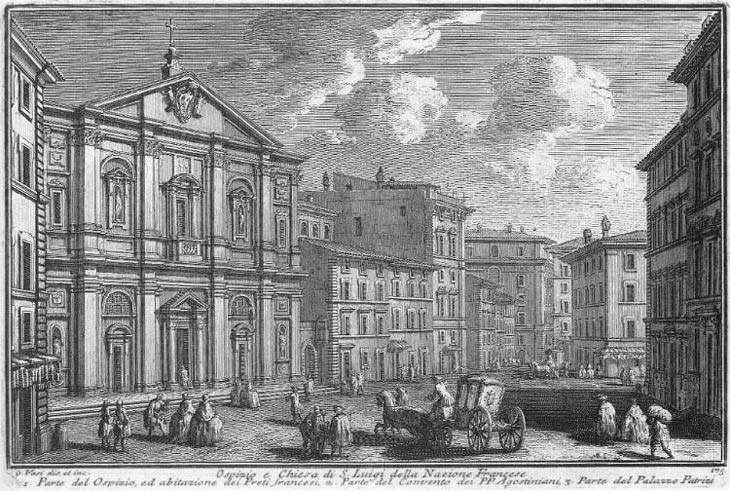
Gravura de Giuseppe Vasi (1759) da Piazza di San Luigi dei Francesi. Do lado esquerdo está a igreja San Luigi dei Francesi e, em frente a ela, os dois palácios vizinhos: o Palazzo Patrizi (o mais alto, bem à direita) e o Palazzo dei Beni Spagnoli. Do mesmo lado da rua que a igreja, está visível parte do Palazzo San Luigi (o edifício estreito e mais alto).

Palazzo Aldobrandini Patrizi Montoro, conhecido apenas como Palazzo Patrizi, é um palácio localizado na Piazza di San Luigi dei Francesi, no rione Sant'Eustachio de Roma, geminado ao Palazzo dei Beni Spagnoli.

## História
A estrutura original do Palazzo Patrizi remonta a uma modesta residência que Gaspero dei Garzoni, de Jesi, adquiriu em 1512 de Alfonsina Orsini e que foi modificada por uma série de reformas realizadas em intervalos acompanhando as sucessivas compras e vendas do edifício realizadas pelos seus herdeiros. Em 1605, o palácio foi adquirido por Olimpia Aldobrandini, sobrinha do papa Clemente VIII, que também comprou o edifício vizinho, que era propriedade da Arquiconfraternidade da Caridade (em italiano:  Arciconfraternita della Carità) e do Hospital da Consolação (Ospedale della Consolazione). A nova proprietária determinou que os dois fosse unidos em um único palácio e encomendou uma nova fachada, completada em 1611. Os nomes de Giacomo della Porta, Carlo Maderno e Giovanni Fontana foram citados, mas é difícil atualmente estabelecer com certeza a atribuição da obra. Em 1642, o palácio foi vendido aos Patrizi, uma antiga família de Siena estabelecida em Roma desde 1537 e proprietária de um outro palácio no rione Regola e de uma villa do lado de fora da Porta Pia. A família se extinguiu em 1726 com Maria Virginia, esposa de Giovanni Chigi Montoro, que passou o sobrenome para sua filha Porzia, casada com o marquês Tommaso Naro, de quem descendem os marqueses Patrizi Naro Montoro, atuais proprietários do edifício. Depois de 1690, o palácio foi objeto de várias alterações e reestruturações, especialmente uma reforma no começo do século XVIII realizada por Sebastiano Cipriani; obras posteriores foram realizadas em 1747 e em 1823, esta por Luigi Moneti.

## Descrição
A fachada se apresenta em três pisos, um mezzanino e mais um ático do século XIX. O portal, descentralizado, apresenta duas mísulas com estrelas e uma faixa com merlões, elementos heráldicos do brasão dos Aldobrandini que se repetem também sobre as janelas e no beiral, e é flanqueado por janelas arquitravadas e gradeadas, duas à direita e uma à esquerda. No primeiro piso, quatro janelas com tímpanos triangulares e curvos alternados e encimadas por festões de frutas e fitas; no segundo, quatro janelas arquitravadas encimadas por três pequenas janelas ovais, uma das quais murada atualmente; no terceiro, quatro janelas emolduradas, a última das quais uma porta-janela que se abre para uma varanda na esquina com a Via Giustiniani, cuja fachada é similar. No silhares rusticados que decoram esta esquina, do chão até a varanda, está afixada um pequeno santuário da Madona constituído por uma pintura em óleo sobre tela representando uma imagem de Nossa Senhora das Dores (em italiano:  Addolorata) com as mãos cruzadas e olhando para o céu. Ao longo da cornija quadrangular estão dispostos frisos com motivos florais, festões e uma guirlanda de rosas. Acima de tudo está um baldaquino de estanho decorado com uma franja rendada. O santuário é completado por uma lanterna num suporte. Do portal do palácio se chega a um pátio interno atravessando um vestíbulo com uma abóbada cujos arcos se apoiam em lesenas duplas e simples alternadas. À esquerda do vestíbulo está uma sala com arcos rebaixados e decorado com diversas pinturas, incluindo "As Musas", de Francesco Solimena. No teto da capela estão afrescos do século XVIII representando a "Virgem com o Menino" e três beatos da família Patrizi, Savério, Antonio e Francesco.